# Mileena
Mileena è un personaggio della serie di videogiochi Mortal Kombat. È apparsa per la prima volta in Mortal Kombat II. Utilizza i sai come armi, tranne in Mortal Kombat Gold, nel quale si avvale di una spada lunga.

## Storia

### Prima linea temporale
Mileena è la seconda assassina personale di Shao Kahn, ed inizialmente si riteneva essere sorella gemella di Kitana; le viene ordinato dall'Imperatore Oscuro, durante il secondo torneo, di tener d'occhio Kitana, poiché questa è sospettata di tradimento. Alla fine Mileena scopre di non essere altro che un clone creato da Shang Tsung, un ibrido frutto dell'unione del DNA dei Tarkatan (razza a cui appartiene Baraka) ed il DNA di Kitana. Viene uccisa da Kitana, che per questo sarà accusata di tradimento dalla Suprema Corte del Mondo Esterno (ovvero l'Outworld).
Durante il Terzo torneo, quando Shao Kahn riesce a valicare il portale dimensionale che collega la Terra al Mondo Esterno, Mileena è riportata in vita dallo stesso Imperatore Oscuro, con la speranza che le sue doti di guerriera tornino utili per sconfiggere i guerrieri terrestri; inoltre, la capacità di Mileena di leggere i pensieri di Kitana pone Shao Kahn in posizione di vantaggio rispetto ai guerrieri mortali. Tuttavia, essendo il suo spirito rinato nel Netherrealm (ovvero il Regno Occulto), Mileena serve temporaneamente il suo Imperatore, ma al momento giusto decide di abbandonarlo per servire Shinnok. Successivamente, scopre che l'imminente battaglia tra gli Dei Anziani e Shinnok potrebbe darle la possibilità sia di scappare dalle grinfie dell'Antico Dio decaduto Shinnok, sia di vendicare la propria uccisione per mano di Kitana; sapendo che Kitana combatte dalla parte di Edenia, Mileena si assicura così una facile via di fuga, allorché entra in battaglia con Shinnok. Dopo la battaglia con Shinnok, viene sconfitta da Kitana e rinchiusa nelle celle del castello di Edenia, dopo essere stata fatta precipitare in un baratro senza fondo.
In Mortal Kombat: Deception, Mileena fugge dalla prigione per mettersi al posto di Kitana e comandare le sue truppe; inganna dunque le forze militari di Kitana con un attentato per dare al Re Dragone, Onaga, il tempo necessario per attuare i suoi piani. Solo Baraka conosce le reali intenzioni di Mileena, la verità dietro il suo inganno.
Mileena ricompare in Mortal Kombat: Armageddon; nel finale arcade, le sorti di Mileena e di Kitana s'invertono: per un momento la luce di Blaze, un'entità di fuoco che difendeva l'uovo del Re Dragone, unisce le due "sorelle": alla fine Mileena avrà un volto umano, mentre Kitana quello di un Tarkatan: Mileena diventa così la padrona di Edenia e imprigiona Kitana nei sotterranei del castello, dove la ex principessa perde il lume della ragione e impazzisce.

### Seconda linea temporale
Mileena ritorna in Mortal Kombat (2011), dove nella linea temporale alternativa della storia non viene cresciuta come sorella gemella di Kitana, ma è trovata dalla principessa stessa durante il secondo torneo nella Fossa della Carne, il laboratorio segreto di Shang Tsung. Lo stregone, su ordine di Shao Khan, ha creato Mileena dopo numerosi esperimenti facendo di lei il clone definitivo: l'esistenza di Mileena, infatti, è stata ordinata dall'imperatore allo scopo di eliminare Kitana e avere così una "vera" figlia; non per nulla, Mileena vuole la morte della sorella per sostituirsi a lei.
Nel suo finale arcade, Mileena uccide Shao Khan in un eccesso d'ira, grazie ad un incantesimo di Shang Tsung che, durante la propria creazione, l'ha resa in grado in assorbire i poteri oscuri di Shao Khan, il che lo ha reso vulnerabile; in seguito, Shang Tsung l'avrebbe uccisa per assorbirli a sua volta, rimanendo vittima dell'inganno ordito. Mileena lo anticipa, lo uccide e, assorbendo tutte le sue anime, moltiplica a dismisura i propri poteri. Il prossimo bersaglio della sua "fame" sarà Raiden.
In Mortal Kombat X Mileena, dopo la morte di Shao Khan, diviene la nuova imperatrice del Regno Esterno. Tuttavia il suo dominio entra presto in crisi; il suo malgoverno e il suo rifiuto di allearsi con la Terra per contrastare l'invasione del Regno Occulto rischiano di portare il Regno Esterno alla distruzione: viene quindi deposta dai propri generali, guidati da Kotal Kahn, e imprigionata. In seguito, viene liberata da Tanya, sua amante, con la promessa di rendere Edenia libera e indipendente. Insieme a Rain e con ciò che resta delle armate Tarkatan, Mileena combatte l'usurpatore Kotal Khan per riprendersi il trono. Grazie all'aiuto di Kano, Mileena entra in possesso dell'amuleto di Shinnok e se ne avvale per cercare di uccidere l'usurpatore in un'imboscata: il potere dell'amuleto è però troppo grande e consuma la forza vitale ogni volta che Mileena lo utilizza. Rifugiatasi nella giungla Kuatan, viene attaccata da D'Vorah e Cassie Cage, per poi essere catturata e condannata a morte da Kotal Khan. A eseguire la condanna ci pensa D'Vorah, che, tramite un bacio, fa divorare il volto di Mileena dai suoi insetti.
Nel suo finale arcade, Mileena si risveglia in una stanza, dentro a una incubatrice; insieme con lei vi sono molti altri suoi cloni, e Mileena scopre che tutte loro sono mentalmente collegate: si forma pertanto un esercito di Mileene con un'unica mente, pronte a vendicarsi, ignara della risata sommessa da parte del responsabile del loro risveglio.
Originariamente omessa nel roster di Mortal Kombat 11, Mileena appare come DLC del Kombat Pack 2 insieme a Rambo e Rain. Nel suo finale arcade, Mileena sconfigge Kronika e uccide Kitana, divenendo Kahnum del tempo insieme a Shao Kahn e Sindel e avendo una figlia con l'amante Tanya.

### Terza linea temporale
Nella nuova era creata da Liu Kang, in Mortal Kombat 1, Milleena ha, invece, un ruolo positivo: qui è figlia biologica di Jerrod e Sindel e sorella maggiore di Kitana. Anche qui Mileena è amante di Tanya, membro delle Umgadi, la milizia privata degli imperatori, vincolate da un voto di castità. In questa linea temporale i Tarkatan non esistono come razza, ma come "intoccabili" colpiti da una malattia che li trasforma in bestie assetate di sangue; Mileena contrae la malattia che è tenuta a freno solo da un siero creato da Shang Tsung per manipolarla. In the story mode, Nella storia, Mileena sconfigge Ermac, un mostro creato da Quan Chi con le anime da lui rubate, facendo sì che l'anima di suo padre Jerrod prenda il controllo di Ermac e si ricongiunga con i suoi cari. Dopo la morte di Sindel, Mileena diventa imperatrice del Regno Esterno e, nel suo finale arcade, si impegna affinché i rapporti con i malati di Tarkat vengano riparati.